# Stefano Zoff
Pour les articles homonymes, voir Zoff.
Stefano Zoff (prononcé : [ˈsteːfano ˈdzɔf]) est un boxeur italien né le 19 mars 1966 à Monfalcone.

## Carrière
Passé professionnel en 1989, il devient tour à tour champion d'Italie en 1993 et champion d'Europe EBU en 1995 des poids plumes ; champion d'Italie des super-plumes en 1998 et champion du monde des poids légers WBA le 7 août 1999 après sa victoire aux points contre Julien Lorcy. Zoff perd sa ceinture dès le combat suivant face à Gilberto Serrano le 13 novembre 1999 puis devient à deux reprises champions d'Europe EBU des poids légers en 2001 et en 2003. Il met un terme à sa carrière en 2007 sur un bilan de 43 victoires, 12 défaites et 3 matchs nuls

## Référence
1. ↑  (en) Julien Lorcy vs. Stefano Zoff (boxrec.com)